# 小野千枝子
小野 千枝子（おの ちえこ、英語: Chieko Ono、旧姓：藤林）は、イタリアで活動している舞踊家、舞踊研究家。

## 略歴
愛知県知多市生まれ。和光大学文学科卒業。イタリア共和国ウンブリア州に在住。
イタリアン中世・ルネッサンス舞踊カンパニー「Belreguardoベルレグアルド」（ヨーロッパ勢のメンバー）を1993年に結成。非営利文化協会「Il Convivioイル・コンヴィーヴィオ」を主宰。（ともにアッシジ、グアルデアに拠点を持つ文化団体）。
「15世紀イタリア宮廷舞踊」の理論と実践を原文献にあたって紐解くセミナー（イタリア、オーストラリア、日本、スイス、米国）を25年間指導。対象者は舞踊専門家やアマチュアから子供まで。講習会の参加者は、「ベルレグアルド・カンパニー」のメンバーと共に、未聞の舞踊を再現し、オリジナル音楽で試すという目的をもって、実践を行っている。
舞踊カンパニー「Belreguardoベルレグアルド」の公演は、世界的な建造物の内外にて生演奏でのみコンサート形式を保っている。
渡辺保著 岩波新書『日本の舞踊』の伊訳『La danza giapponese』（2001年、ペルージャAli&No社）より出版。CD『Gloria et Malum -君候の歓喜と憂い-15世紀イタリア宮廷舞踊音楽』をリリース（2007年古楽ミクロログス・アンサンブルとの共同制作）。「東北芸術文化学会誌」（2012年 17号）に『15世紀イタリアの舞踊芸術—動く芸術作品』を寄稿。『日伊15世紀の舞踊比較』をテーマにした講演もしばし行う。 
これらの教育と普及に貢献した功績により、2019年6月、イタリア政府より『イタリア共和国功労勲章』通称・ナイト勲章を授与される。

## 受賞歴
- イタリア共和国功労勲章（2019年）[2][3]

## 著書
翻訳
- 『La danza giapponese』（2001年）

## ディスコグラフィー
- 『Gloria et Malum -君候の歓喜と憂い-』（2007年）